# ラヴ・パレード (1929年の映画)
『ラヴ・パレード』（原題: The Love Parade）は、1929年に製作・公開されたアメリカ合衆国の映画である。

## 概要
フランスのジュール・シャンセルとレオン・ザンロフの戯曲『女王の夫』に基づいており、エルンスト・ルビッチが監督、モーリス・シュヴァリエとジャネット・マクドナルドが主演した。マクドナルドは本作が映画初出演であった。
エルンスト・ルビッチにとって最初のトーキーであるこの作品でオペレッタふうのミュージカルを試みた。
30年度キネマ旬報優秀映画投票・発声映画2位。

## ストーリー
ヨーロッパの架空の国・シルヴァニアは平和だったが、たった一つだけ悩みがあった。それは、ルイズ女王がいまだ独身であることだった。あるとき、パリに派遣されていたアルフレッド・ルナール伯爵が女性問題を起こして帰国した。伯爵が帰国後におとがめを受けているうちに、二人は惹かれあい、結婚に至った。だが、伯爵には国王としての権限がなく、不満を持つようになっていった。

## キャスト
- アルフレッド・ルナール伯爵：モーリス・シュヴァリエ
- ルイーズ女王：ジャネット・マクドナルド
- ジャック：ルピノ・レイン
- ルル：リリアン・ロス

## スタッフ
- 監督/製作：エルンスト・ルビッチ
- 製作総指揮：ジェシー・L・ラスキー、アドルフ・ズーカー
- 脚本：ガイ・ボルトン、エルネスト・ヴァイダ
- 撮影：ヴィクター・ミルナー
- 編集・メリル・G・ホワイト
- 美術：ハンス・ドライアー
- 衣装：トラヴィス・バントン

## 製作
主演は「レヴューの巴里っ子」でアメリカ映画に初登場したパリ渡来のモーリス・シュヴァリエと、ミュージカルの舞台から招かれたジャネット・マクドナルド。
イギリスの映画界で知られたルピノ・レインと、歌える若手女優としてリリアン・ロスが出演。リリアン・ロスはこの作品の後、トーキー初期の幾本かに出演したあとアルコール中毒になり、後年書いた自伝を書いて、スーザン・ヘイワード主演の「明日泣く」として映画化された。
また劇場の観客役の中には、やがて人気を爆発させるジーン・ハーロウがエキストラとして参加している。

## 受賞
この映画は受賞はしなかったが、アカデミー賞で、作品賞、監督賞、主演男優賞、撮影賞、美術賞、録音賞の6つの部門にノミネートされた。